# Бенкунский, Георгий Станиславович
Георгий Станиславович Бенкунский (1913—1995) — ветеран Великой Отечественной войны, заслуженный пилот СССР.

## Биография
Родился в 1913 году в Касимове.

Отец − Бенкунский С. Г. с дочерью Ольгой и сыном Георгием

Окончив в 1933 году Третью Балашовскую школу ГВФ, прибыл на работу в Иркутск, где летал в девятом авиаотряде. Маршрут «Иркутск—Бодайбо—Якутск» в конце 1930-х годов был назван трассой мужества.
Во время Великой Отечественной войны, с самого её начала — Бенкунский в составе Московской авиагруппы ГВФ особого назначения. Сражался с врагом в небе над Москвой. На вооружении авиагруппы были самолеты ПС-84 (Ли-2). Летали эти «небесные тихоходы» туда, где складывалась особенно тревожная обстановка: Москва, потом Ленинград, потом Сталинград, Севастополь, Кавказ — все это трассы мужества летчика Бенкунского, единственного во всем Аэрофлоте линейного пилота, награждённого четырьмя орденами Ленина, многими другими орденами и медалями.
После войны Георгий Станиславович налетал в общей сложности почти тридцать тысяч часов. Летал в Америку, на Северный полюс, в Африку, в страны Западной Европы и Азии. Освоил все виды винтовых и турбовинтовых самолетов гражданской авиации.
В 1971 году за многолетний безупречный труд, за прекрасную подготовку молодых кадров — ему было присвоено почётное звание «Заслуженный пилот СССР».
Умер 15 января 1995 года. Похоронен на Кузьминском кладбище в Москве.

### Родители
- Отец — Станислав Гиляриевич Бенкунский (1880—1920), из дворян Виленской губернии. Участник Русско-японской войны 1904—1905 годов, был награждён Георгиевским крестом c 4 по 2 степень.
- Мать — Юкавская Варвара Семеновна (1884—1952). Работала фармацевтом в г. Егорьевске. Награждена орденом Ленина.[1][2]

## Интересный факт

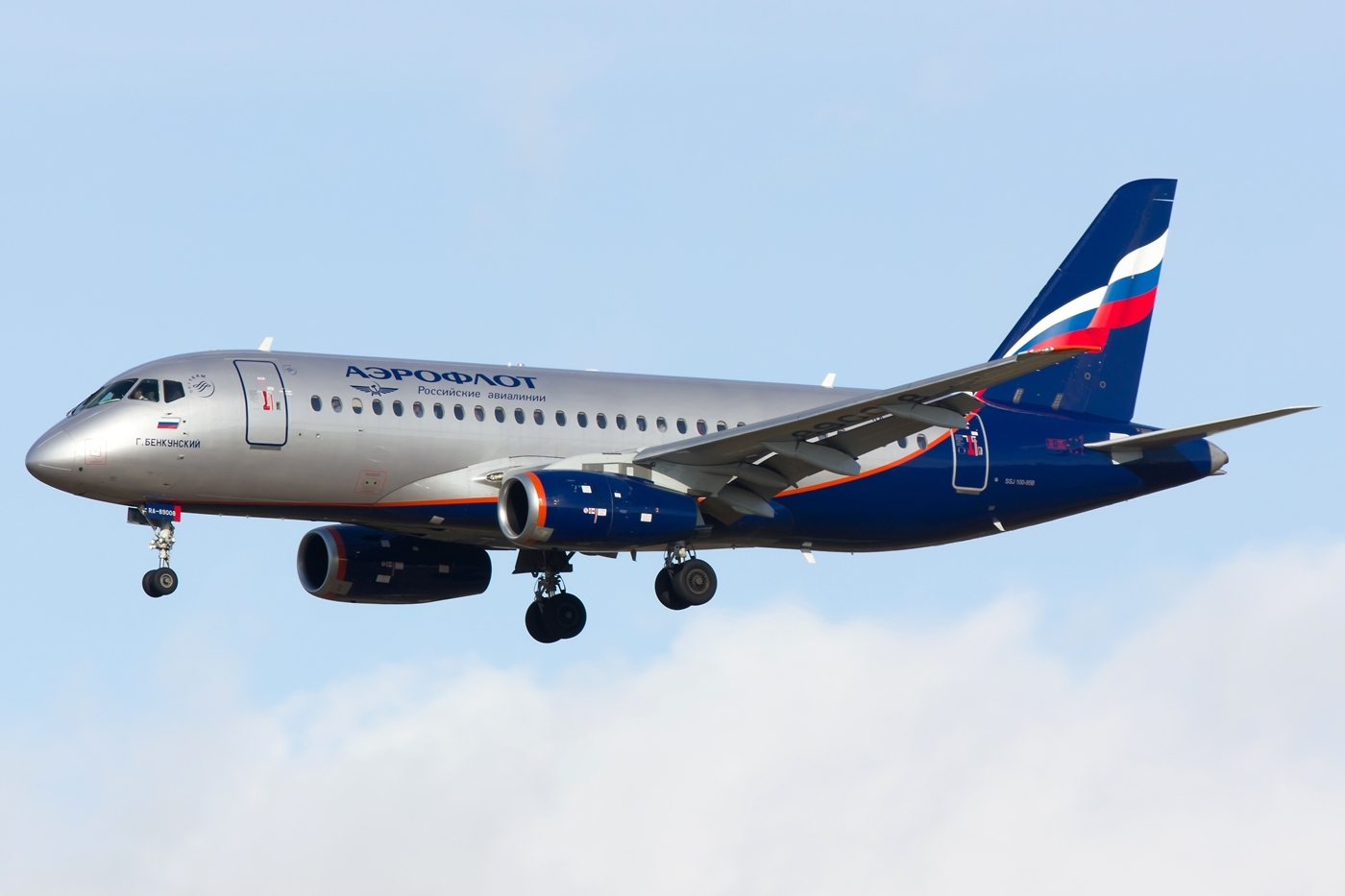
Sukhoi Superjet 100 Аэрофлота «Георгий Бенкунский».

Экипаж Г. С. Бенкунского 12 августа 1944 года, для разработки устава ООН, доставил из Москвы в пригород Вашингтона советскую делегацию во главе с послом СССР в США — Андреем Громыко.

## Награды
- Награждён четырьмя орденами Ленина, орденами Красного Знамени и Красной Звезды, медалями[4].

## Память
- Восьмой по счёту самолёт отечественного производства «Sukhoi Superjet 100» — в его честь назван «Георгий Бенкунский».